# Chrysometa hamata
Chrysometa hamata är en spindelart som först beskrevs av Bryant 1942.  Chrysometa hamata ingår i släktet Chrysometa och familjen käkspindlar.
Artens utbredningsområde är Puerto Rico. Inga underarter finns listade i Catalogue of Life.